# 統一發票 (臺灣)

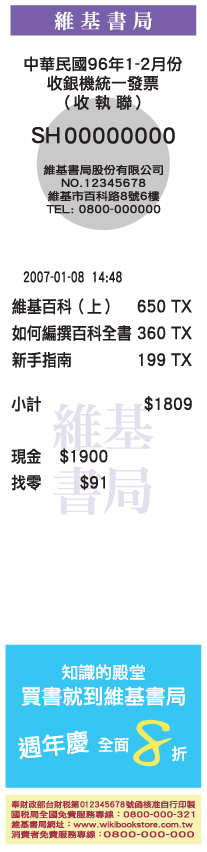
收銀機統一發票示意 （非真實發票）

統一發票的定義是指中華民國各營利機構（包含一般公司、商號與公家事業機構）銷售貨物或提供勞務給消費者後，營業人與買受人雙方分別保存與收執的制式憑證。至於「統一發票」名稱的來由，是因為該憑證上必須記載開立者的統一編號，因而得名。

## 歷史與簡介

### 背景
「發票」是中文词汇，作为付款凭证的词义出现在清代中后期。中華民國大陸時期，国民政府要求任何交易商户均需开具发票，并需贴用印花稅票以证明花完稅後交付后生效，而对印刷、版式等并无要求。
台湾在日治时期使用的付款凭证名称有「領收證」、「領收書」等。臺灣光復后的过渡期内延續使用原本的收據，出现了中日用词、年号、法定公司名称新旧混用的情况。

### 建立

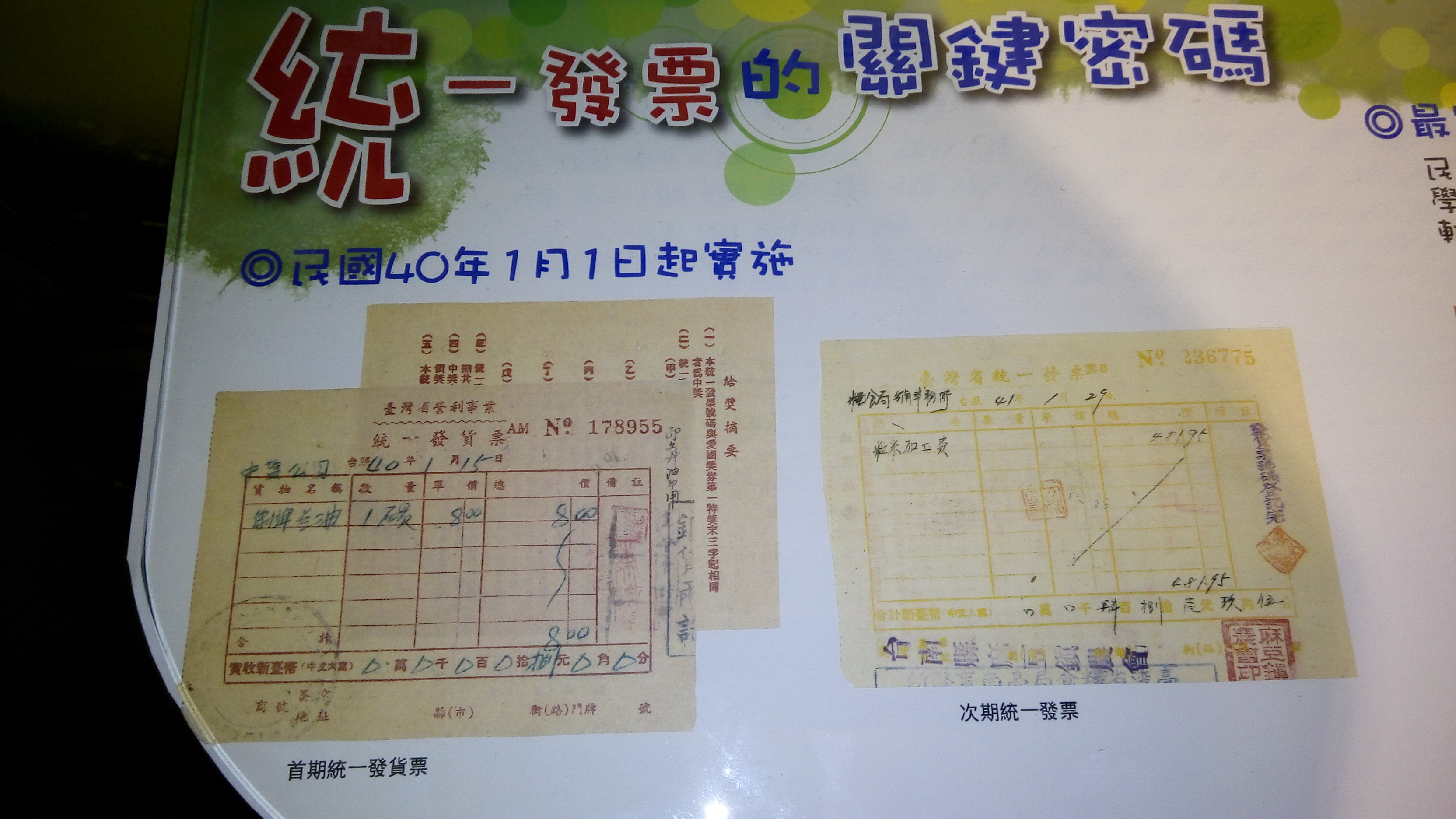
第一期統一發票

中華民國統一發票制度創始於1950年，構想來自於時任臺灣省政府財政廳廳長任顯群。1950年12月12日，臺灣省政府財政廳頒布《臺灣省營利事業統一發貨票辦法》及《臺灣省統一發票給獎暫行辦法》，並在1951年元旦開始實施。藉由民眾中獎預期，要求開立發票，達到防止商家逃稅、增加國庫稅收的功能。統一發票制度實施後，逐漸成為中華民國政府主要稅收來源之一。另外，為了確保稅源，1982年5月28日，中華民國財政部訂定發布《統一發票給獎辦法》。從1988年至今，統一發票開立且將每個月開獎一次的制度改成每兩個月開獎一次制度，仍於臺灣境內持續施行，而開獎時間為單數月的25日。
統一發票一般有「三聯式」與「二聯式」兩種，三聯式的開立對象為營利事業機構，二聯式的收執者則為非營利機構或自然人。依照《營業稅法》等相關法令規定，銷貨者或提供勞務者必須依照統一發票上的金額記帳或計算稅額。若消費者或買受人是私人營利機構或公用事業，除了可將統一發票視為記帳憑證外，還可依發票金額申辦扣抵或扣減加值稅。
統一發票除了載明憑證的流水號碼、交易日期、品名、數量、單價、金額、銷售額、課稅別、稅額及總計金額與商店地址之外，還必須記載開立商店的統一編號。該編號乃是該商店於台灣營利事業機構的個別法人身分代號，是一組8位數字。也因為其票據上印製統一編號的特色，該發票才定名為「統一發票」。

### 統一發票在金馬
金門、馬祖一直以來均屬福建省，而統一發票當初由臺灣省政府財政廳設計及推行，加上兩地於1956年推行「戰地政務實驗」後而精省，因此金馬兩地當時並未直接納入統一發票的適用範圍。而當時金馬地區做為兩岸對峙的交戰前線，金融管理上亦與臺、澎作出區隔，不論是新臺幣之流通，抑或印花稅票或買受發票，與臺灣省內之設計各異。在1950年代，金馬地區乃使用營利事業發票，並非臺灣省發行之統一發票。直到1960年1月，金馬方跟進使用統一發票，由金門縣及連江縣政府分別統籌管理。
1980年，立法院全文修正《營業稅法》，統一發票正式改由中央（財政部）監理，因此不再由地方統籌統一發票事宜，臺閩地區統一發票劃一管理。
2002年1月17日，立法院通過《離島建設條例》，給予離島地區（包括金門、連江、澎湖）免徵營業稅的財政優惠，但依然保留開立統一發票的規定，並向所在之國稅局報備營業收支。

## 列印發票

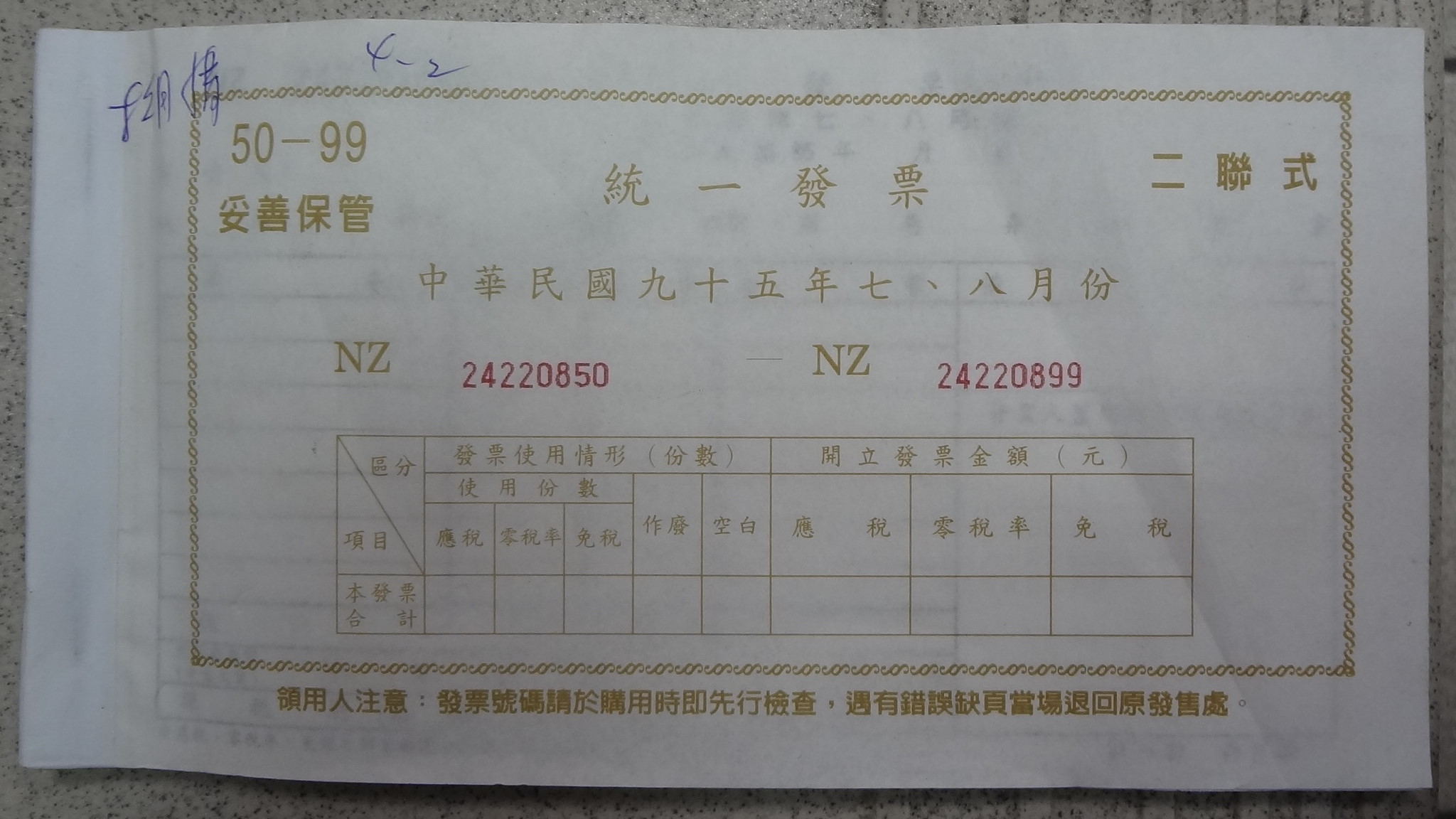
中華民國95年7至8月份二聯式統一發票簿，以手寫開立統一發票

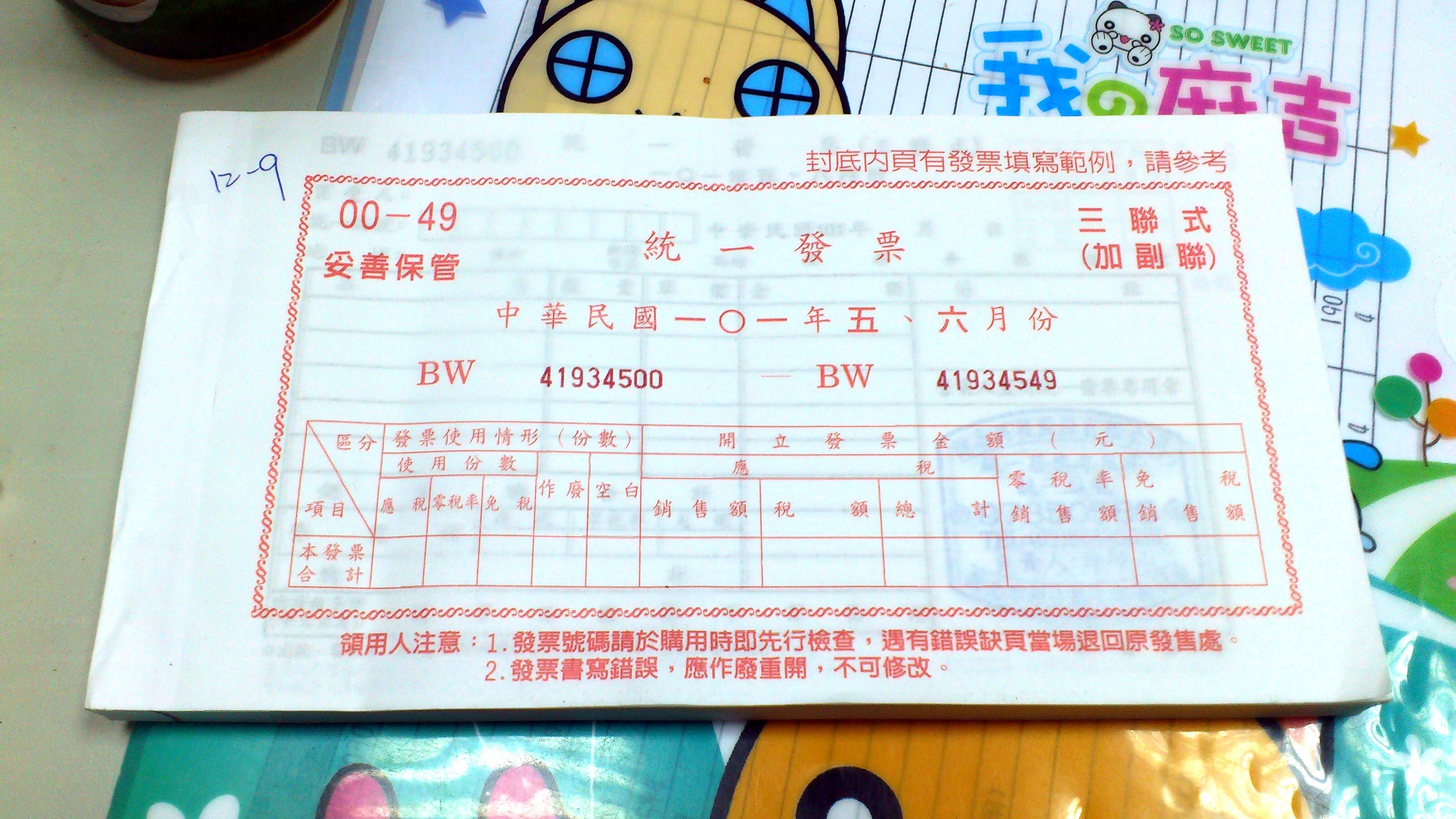
中華民國101年5至6月份三聯式統一發票簿，以手寫開立統一發票

中華民國統一發票憑證種類除了三聯式發票與二聯式統一發票，1980年代，中華民國財政部還新增專供機器列印的「收銀機統一發票」與「電子計算機統一發票」。
1990年代之後，因為台灣便利商店漸行普遍，統一發票的開立漸漸以收銀機統一發票為主。另外，隨著電子商務的普遍，電子計算機統一發票也日漸增多，直到2011年12月19日，已被電子發票取代傳統發票。
以尺寸來說，現今最普遍的收銀機統一發票為4.4公分寬，約19公分長（因為由紙捲裁切，長度會略有不同）的薄紙片。憑證正面記載的項目依序有：民國紀元的該發票開立期限月份（如中華民國95年3-4月份）、統一發票種類（如：收銀機統一發票）、聯別（如：收執聯）、發票流水號（如MD99999999，此流水號即為「對獎」憑據）、開立商店資料（開立商店的商店名，商店的「營利事業機構統一編號」、地址及電話）、開立金額明細（如500元）、付款方式備註（如現金、信用卡、找零）。由於曾發生過塗改發票流水號以冒充中獎發票兌獎，發票流水號會印上防變造花紋。
比較特殊的是，1990年代中期，政府修法允許商家自行印製收銀機統一發票；因此，部分自行印製發票的商家，會在統一發票的正面與背面某些版面印製該商店的廣告。
目前除了財政部印刷廠以外，民間尚有永豐紙業、正隆公司、大堡事務用品及普飛迅票證印刷等獲得財政部核准自行印制統一發票的廠商。

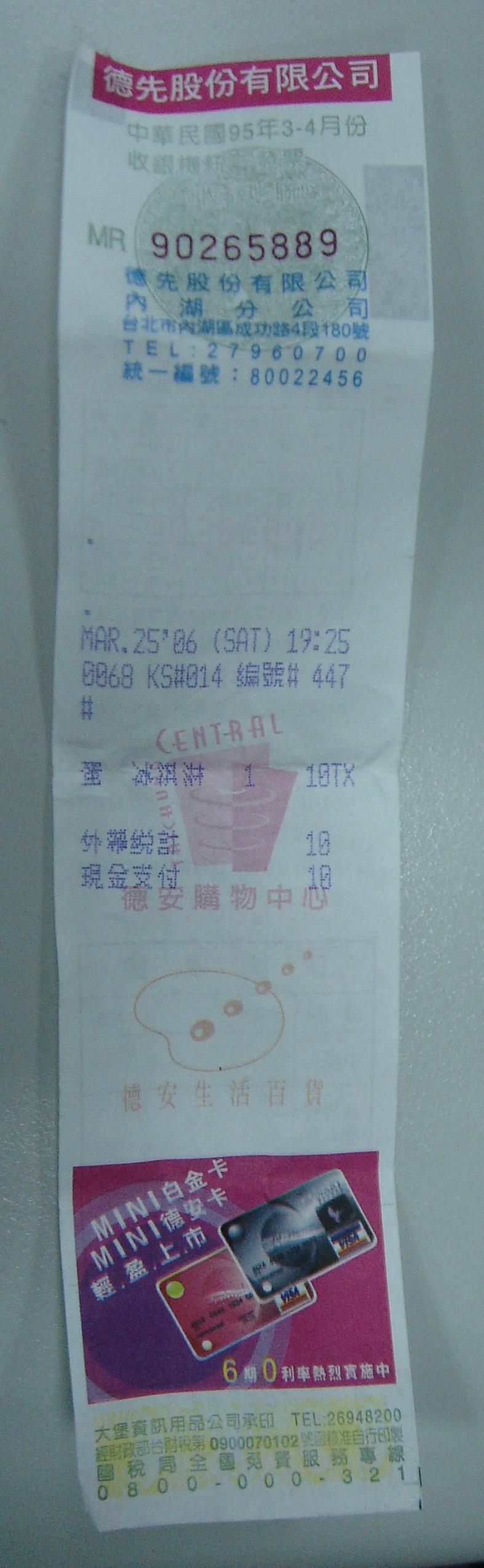
二聯式收銀機統一發票正面實例
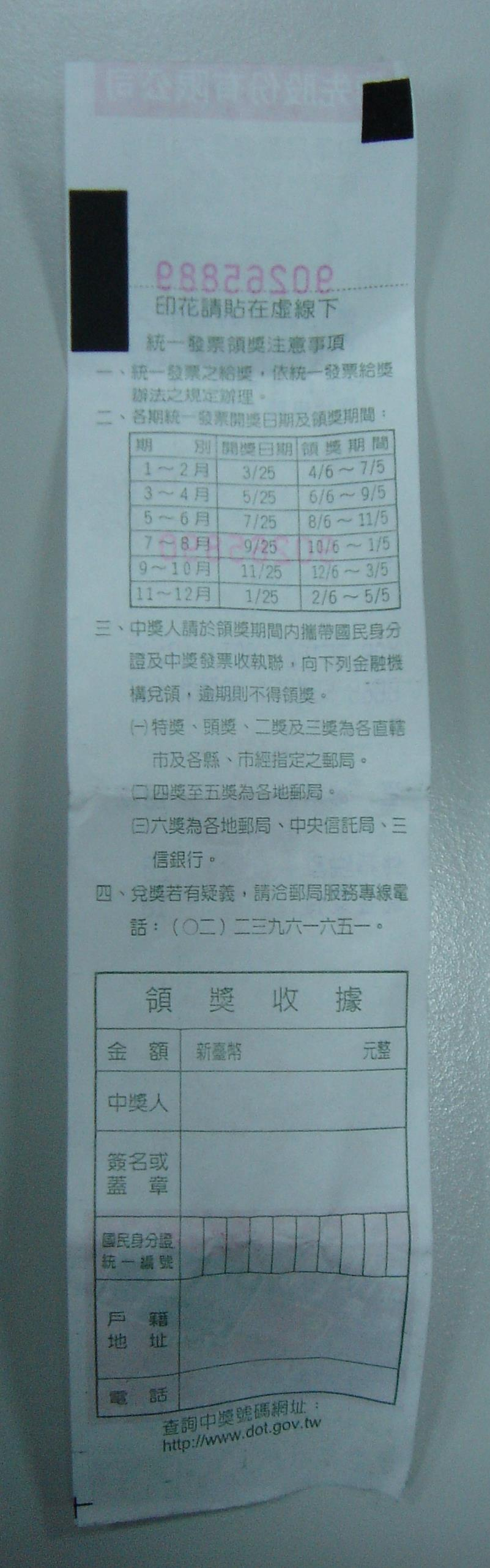
二聯式收銀機統一發票背面實例
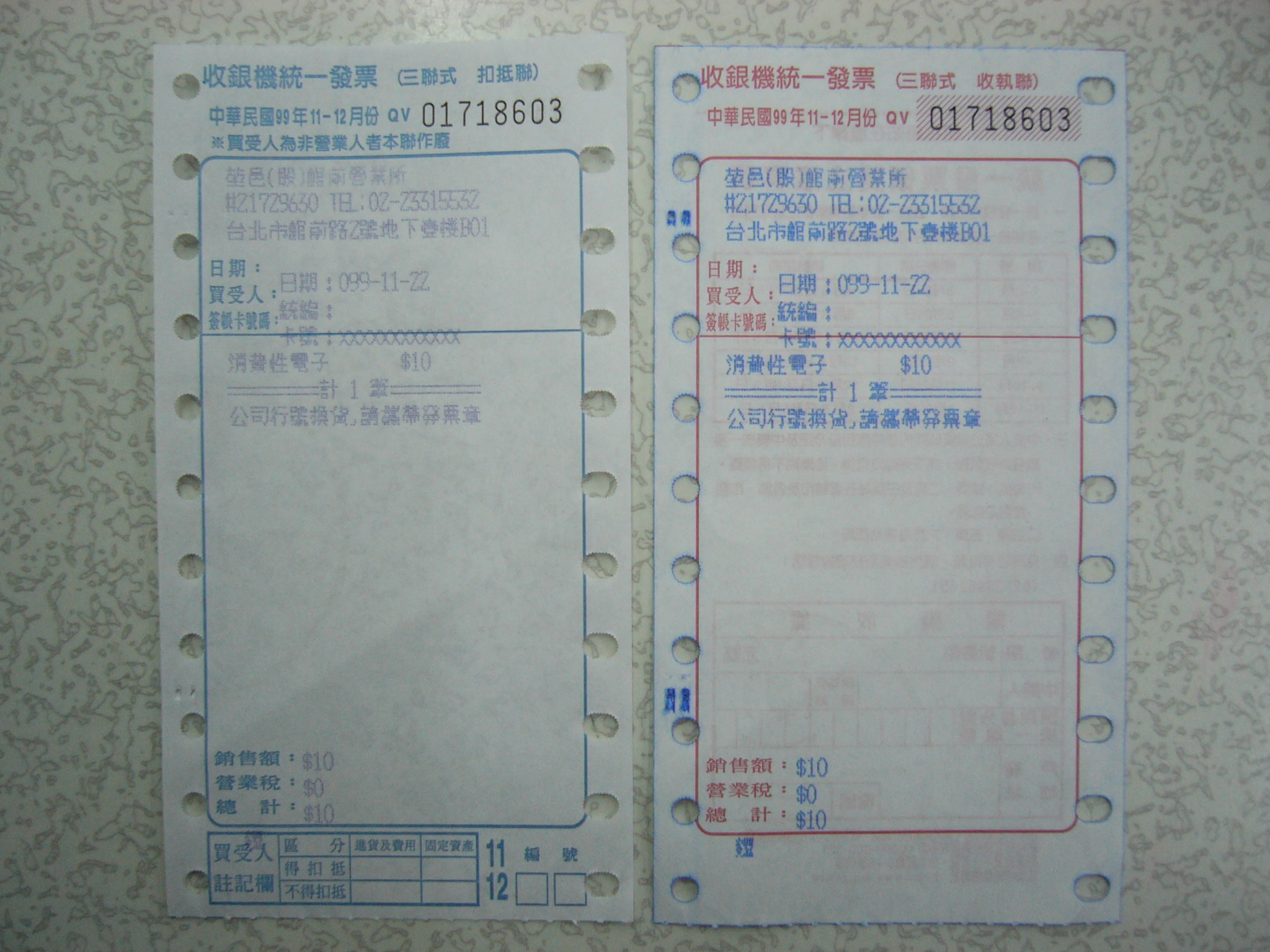
三聯式收銀機統一發票正面實例，左為扣抵聯，右為收執聯。
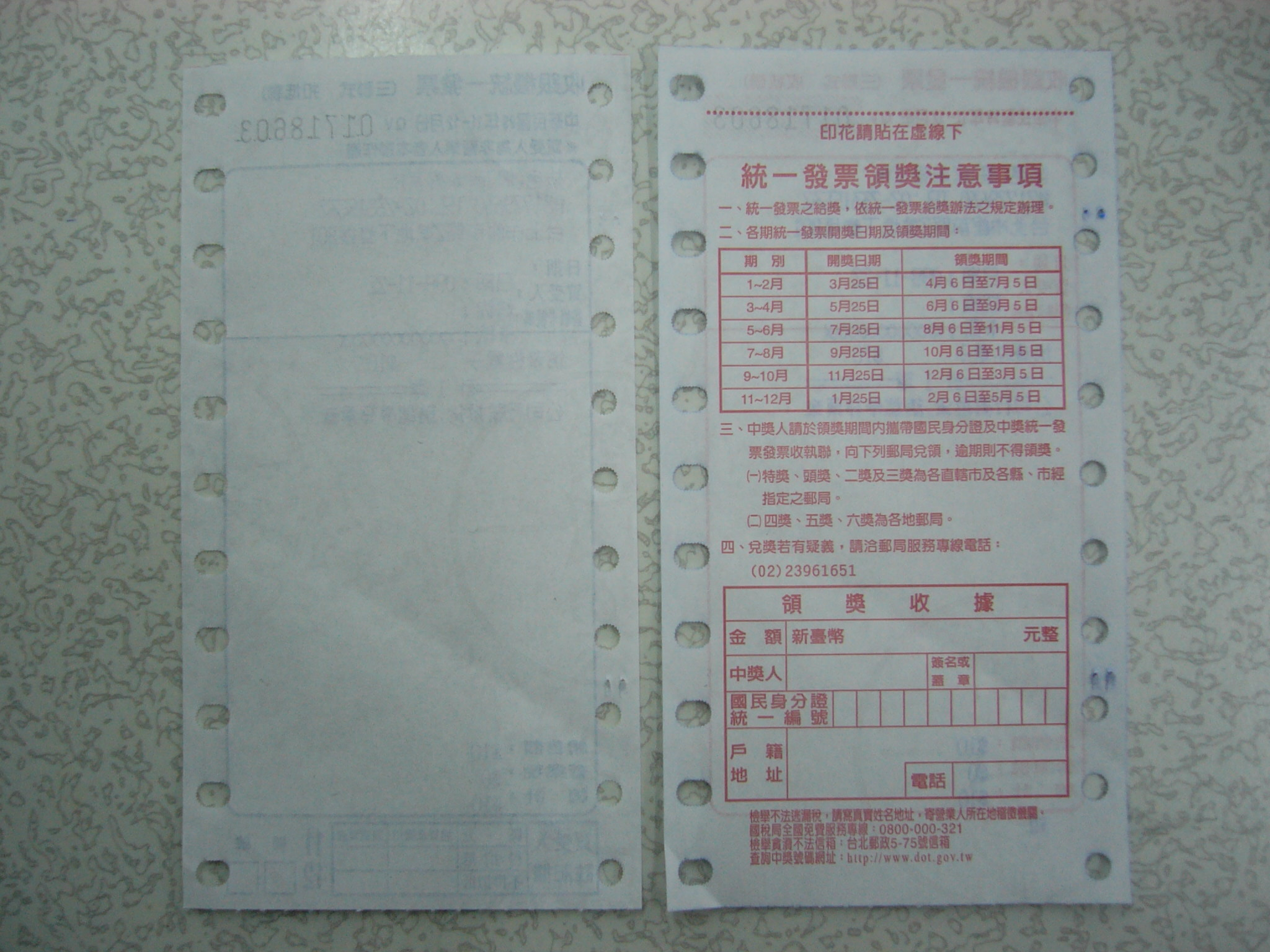
三聯式收銀機統一發票背面實例，左為扣抵聯，右為收執聯。
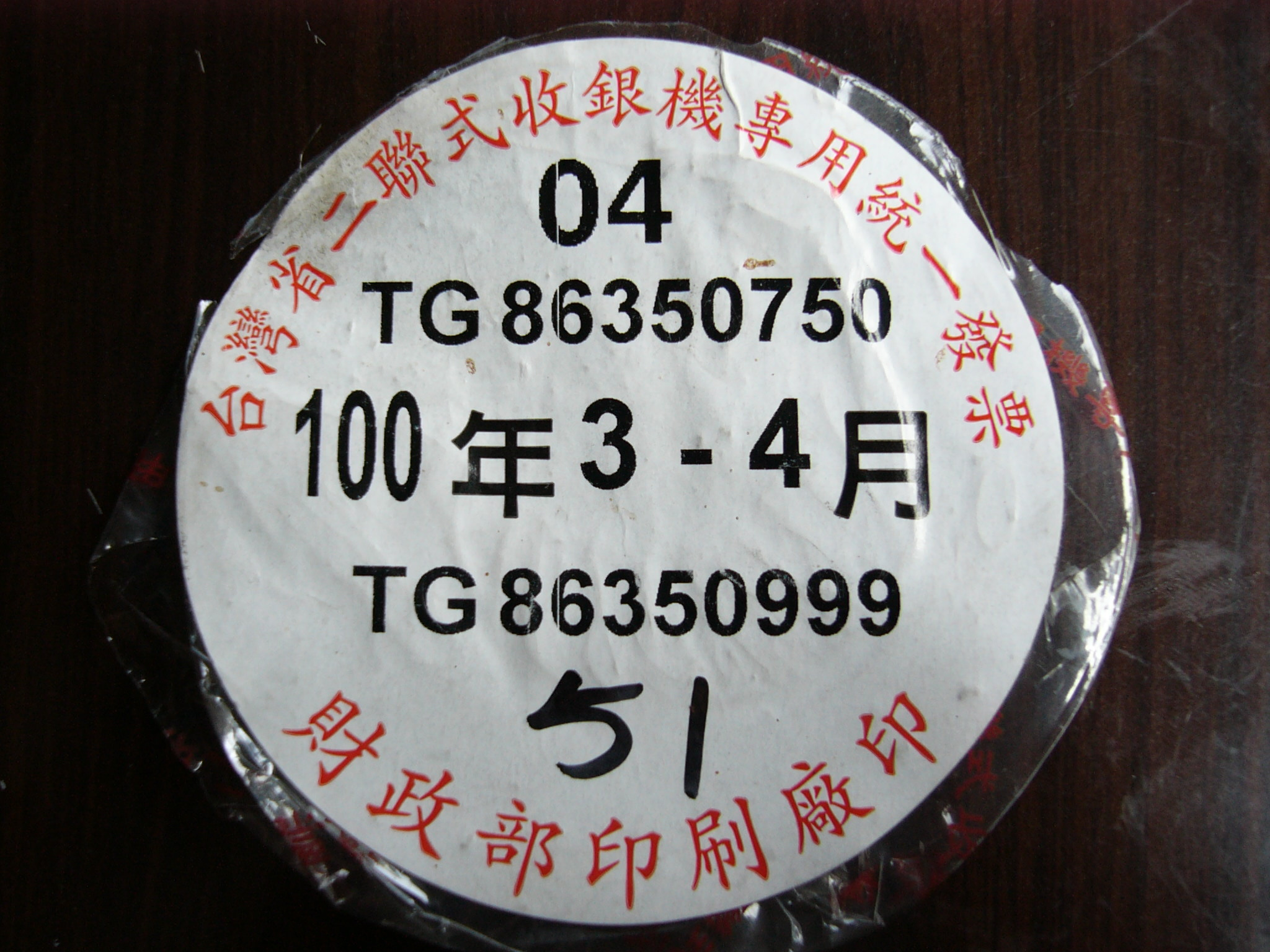
財政部印刷廠印製的中華民國100年3至4月份台灣省二聯式收銀機專用統一發票的流水號標籤

## 獎金

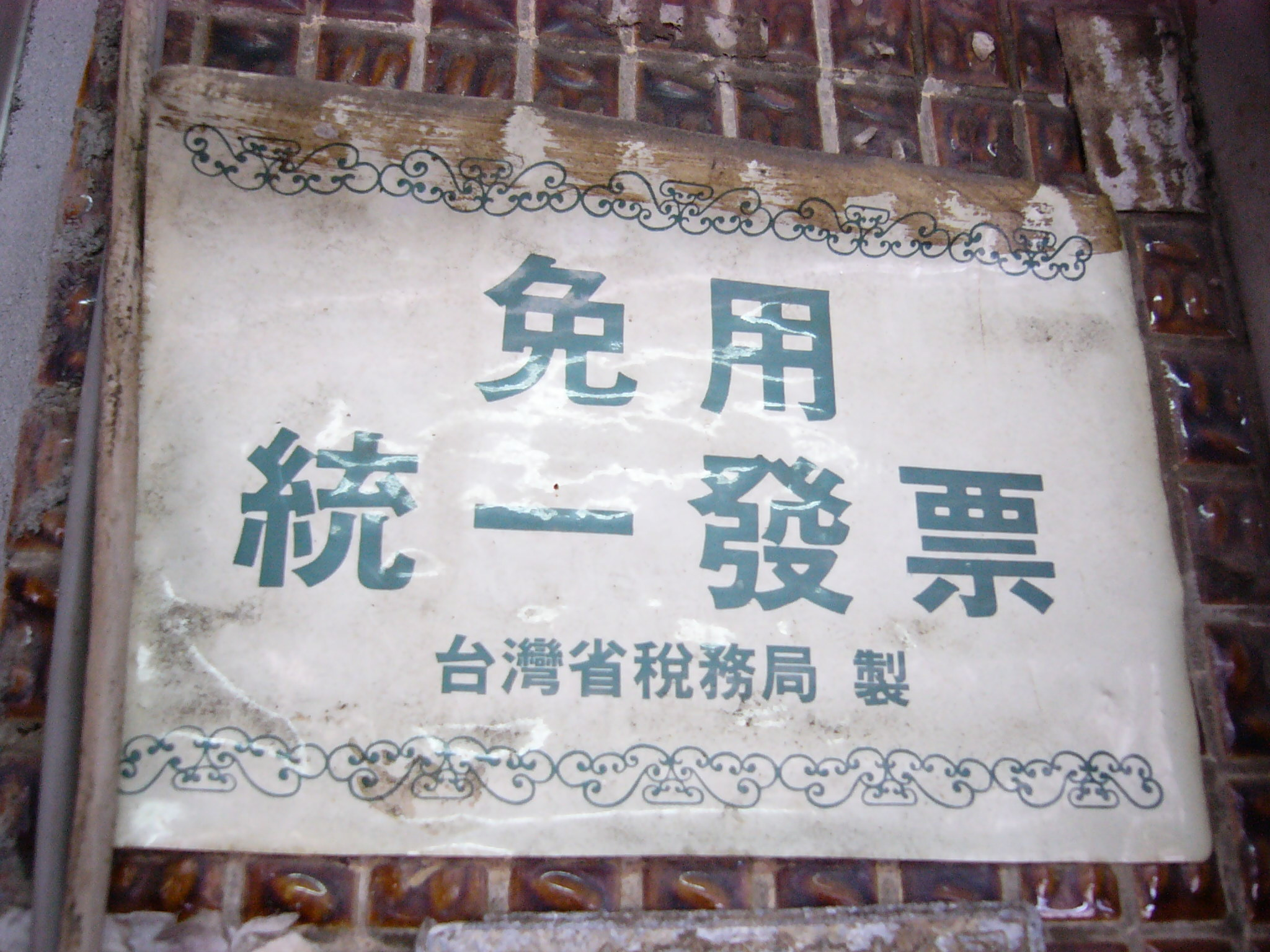
台灣省政府稅務局製發的「免用統一發票」貼紙

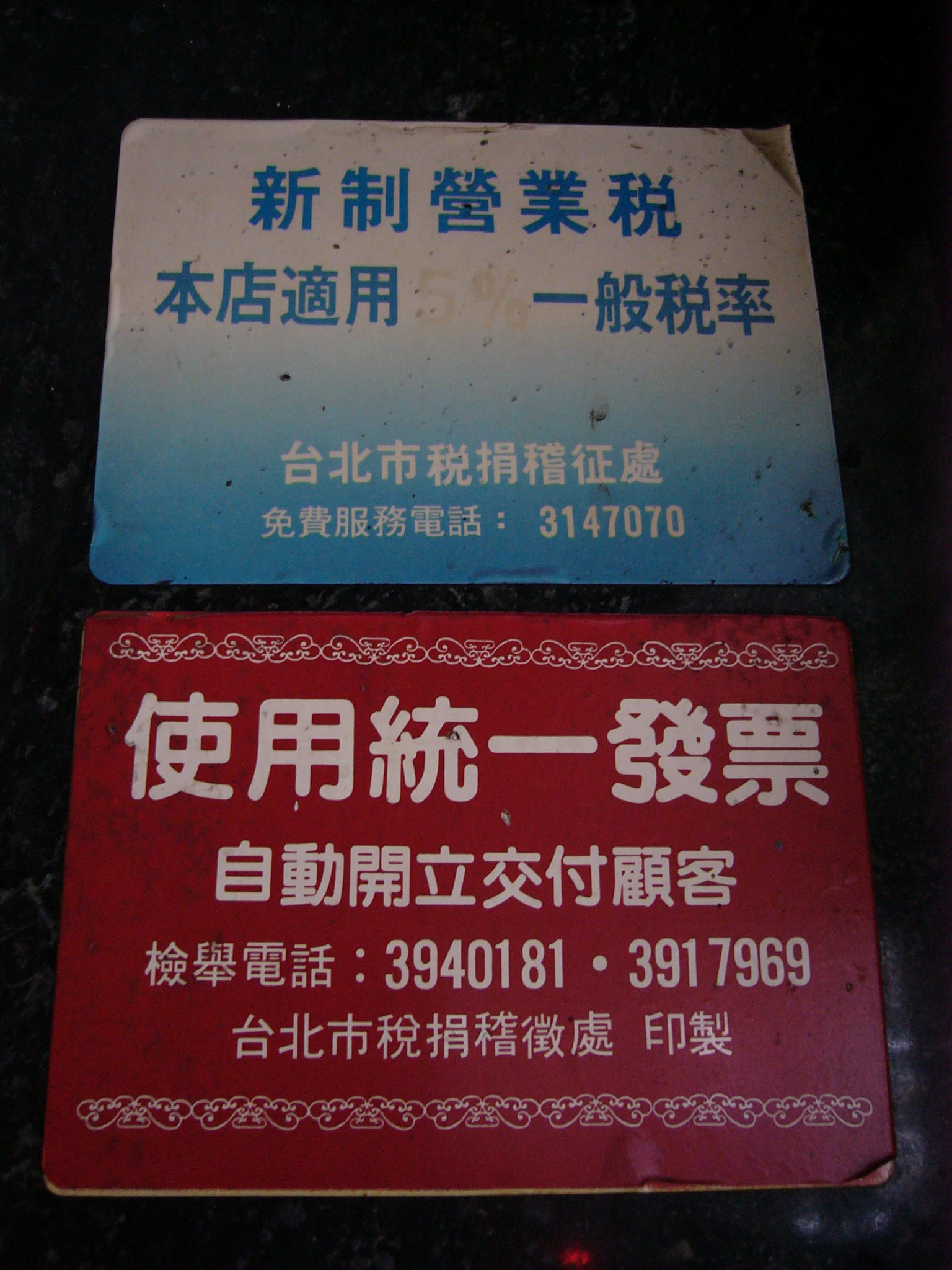
需用統一發票的貼紙

為防止逃漏稅、控制稅源及促進統一發票之推行，1950年12月12日，台灣省政府財政廳頒布《台灣省營利事業統一發貨票辦法》及《台灣省統一發票給獎暫行辦法》，均自1951年元旦實施。之後，財政部還在1982年5月28日依據該暫行辦法，周延訂定了《統一發票給獎辦法》（依據《營業稅法》第五十八條規定訂定，及依財政部「(71)台財稅字第33935號令」發布）。其辦法規定，執二聯式發票的個人可依其發票上的「流水號碼」兌獎，其金額從新台幣200元起到新台幣200萬元為止，而其給獎經費則由台灣的營業稅收入中提出一定比率以資支應。
統一發票制度於1950年制定後，因為開立簡便、兌獎獎金優渥、逃漏稅情形降低，使政府稅收大幅增加。以1950年的制度制定，稅源增加達76%。
統一發票的新台幣數百元（普獎）中獎率仍相當高，甚至可達百分之一。1980年代後，一年數次的統一發票兌獎為全台灣最普遍的兌獎活動，因為等同額外獲得中獎機會，不需成本，幾乎為全民參與。根據一項調查，台灣21-30歲的男性消費者，還以該商店是否有發票為最主要消费依據。為了兌獎公信，每張統一發票背面詳細記載給獎辦法、開獎日期、獎項金額、兌獎注意事項、領獎收據等。除此之外，為了防止有人變造、塗改發票號碼冒領獎金，每張發票的號碼編製處還印有花紋。
1982年後，每逢開獎日，兌獎主辦單位還會使用搖獎機公開搖出統一發票的兌獎號碼以供台灣民眾兌獎。不但如此，華視還會現場直播《統一發票開獎特別節目》（1973年5月15日開播，至2006年11月25日為止；之後中視取得播映權後，至2010年9月）。1980年代－1990年代，該節目華視版的固定主持人為當時知名主持人安鵬與台灣女藝人連漪，中視版的固定主持人為馬維欣小姐與劉爾金先生。
2010年9月25日起，統一發票開獎比照公益彩券，由原來的錄影播出改為現場直播，於下午3點至3點10分在非凡電視台播出，除開獎過程全程公開外，也將邀中華民國律師公會全國聯合會、中華民國會計師公會全國聯合會、中華民國全國商業總會、中華民國全國工業總會、中華民國工商協進會等派代表現場監獎。

### 舊制
經過數度改革，2006年，統一發票的兌獎金融機構從長久以來的合作金庫銀行改為中華郵政公司，開獎日為每單月25日，至於六獎的中獎率則一般為千分之三左右（收執1000張發票，約有3張中獎）。統一發票兌獎活動，一年度的獎金金額約在新台幣40餘億元。2009年1月25日開出的2008年十一、十二月特獎，在家樂福嘉義店開出兩個特獎，是給獎以來首次有同一店雙特獎。
| 獎項     | 組數   | 對獎規則                     | 獎金     |
| -------- | ------ | ---------------------------- | -------- |
| 特別獎   | 1組    | 8個號碼全中                  | 1000萬元 |
| 特獎     | 1組    | 8個號碼全中                  | 200萬元  |
| 頭獎     | 3組    | 每期3組8個號碼全中           | 20萬元   |
| 二獎     | 3組    | 與頭獎8個號碼中的最後7碼相同 | 4萬元    |
| 三獎     | 3組    | 與頭獎8個號碼中的最後6碼相同 | 1萬元    |
| 四獎     | 3組    | 與頭獎8個號碼中的最後5碼相同 | 4千元    |
| 五獎     | 3組    | 與頭獎8個號碼中的最後4碼相同 | 1千元    |
| 六獎     | 3組    | 與頭獎8個號碼中的最後3碼相同 | 200元    |
| 增開六獎 | 1～3組 | 與最後3碼完全相同            | 200元    |

### 新制
新制於2011年3月25日起開始實施，主要新增特別獎，並調整特獎與六獎組數，其餘獎項組數不變、獎金不變。估計2011年起的統一發票將比舊制多500萬個中獎機會。
| 獎項   | 組數                          | 對獎規則                     | 獎金     |
| ------ | ----------------------------- | ---------------------------- | -------- |
| 特別獎 | 1組                           | 8個號碼全中                  | 1000萬元 |
| 特獎   | 1組                           | 8個號碼全中                  | 200萬元  |
| 頭獎   | 3組                           | 每期3組8個號碼全中           | 20萬元   |
| 二獎   | 1組                           | 與頭獎8個號碼中的最後7碼相同 | 4萬元    |
| 三獎   | 1組                           | 與頭獎8個號碼中的最後6碼相同 | 1萬元    |
| 四獎   | 1組                           | 與頭獎8個號碼中的最後5碼相同 | 4千元    |
| 五獎   | 1組                           | 與頭獎8個號碼中的最後4碼相同 | 1千元    |
| 六獎   | 5組（2012年11、12月以及之前） | 與頭獎8個號碼中的最後3碼相同 | 200元    |
| 六獎   | 4組（2013年1、2月以及之後）   | 與頭獎8個號碼中的最後3碼相同 | 200元    |

2011年（民國100年）度的統一發票給獎預算是新台幣79億元，該年3月25日開獎的1、2月統一發票最高獎金將飆高到新台幣1000萬元，以增加對消費者的吸引力，但此舉卻可能造成民眾減少對社福團體的發票捐贈。該年1月6日，中國國民黨立委盧秀燕在立法院財政委員會上質詢財政部長李述德，並提案要求財政部半年後要檢討改進獎金分配。盧秀燕以創世基金會為例指出，他們一年可以拿到1億張的發票捐贈，但是現在只有2、3成，顯示高額的獎金已經影響到民眾捐發票的意願。對此，李述德表示，新的統一發票獎金分配辦法是為了符合社會期待，但他們也不樂見新辦法影響到社福團體的收入，財政部願意再研究看看。

## 電子發票

2014 年開始採用的電子發票證明聯規格示例（非實際發票）

### 歷史
2000年代起， 電子商務逐漸盛行，部分電子商務網站除了買受人有載明買受人統一編號的發票（即買受人為營利機構）之外，不再寄發實體統一發票給自然人客戶，而改以寄發記載有統一發票號碼與交易資料明細的電子郵件替代。直到開獎時，開立發票的網站所屬的電子商務公司會將開獎號碼輸入資料庫比對，並列印有中獎的統一發票寄給客戶，以供客戶兌獎。這樣可大幅節省商家列印與郵寄發票的成本。2004年，光是台灣前三大電子商務公司就可因此節省632萬張統一發票的印製費用，節省金額達新台幣189,600,000元；而到2005年，據估計更可省下新台幣328,000,000元。
財政部自2010年代起全面推行電子發票，並逐步淘汰紙本發票。預估電子發票一旦完全取代紙本發票，一年可省80億張紙本發票用量，企業可省20億元發票寄送運費。財政部已經於2010年12月18日指定統一超商、萊爾富及全聯福利中心等全國共27個據點，率先試辦電子發票。2011年3月，新光三越百貨公司及家樂福量販店成為第二階段的主打店家。2011年7月1日進入第三階段試辦，新納入3C連鎖店、量販店業者與宅配業（如：統一速達、台灣宅配通等宅配業）也加入試辦。財政部財稅資料中心簡任分析師盧志山表示，政府也設立了2個針對不同生活圈與產業提供電子發票服務的加值服務中心。除了電子發票加值服務中心之外，第三階段加入的業者也透過銷售時點情報系統（POS）設備汰換，或者是POS機結帳流程的修改，在同一個POS結帳機臺上提供紙本和電子發票的服務。如臺灣家樂福於2011年內汰換26家分店的舊型POS平臺，新型POS平臺可同時提供紙本和電子發票。家樂福超市則是透過修改POS結帳模組，來提供電子發票服務，支援悠遊卡或身份證等載具。該公司自建電子發票服務平臺，使用TXT文字檔與大平臺交換資料，為確保交易資料安全性，除加密傳輸外，也自行開發資料庫加密程式。 燦坤3C則是將刷卡機和電子發票機合而為一、預計2011年年底341家分店都會提供電子發票。
2014年1月1日，紙本電子發票更名為「電子發票證明聯」，紙規一律改為寬5.7公分、長9公分，超商電子發票與明細分離、不再主動提供交易明細，消費者可主動要求提供消費明細跟用智慧型手機掃QR碼查詢消費明細，量販店購物及要報帳的公司行號維持提供消費明細(但財政部在2013年12月26日就同意各大超商開始實施，除了全家便利商店以外商店仍主動提供消費明細)，也可在48小時內上網查詢消費明細。但不主動列印消費明細，及逐漸取消主動提供消費明細的措施，曾惹民怨，對於沒有智慧型手機的民眾，只能過48小時上網查詢很不方便、現場沒確認有沒有算錯錢、少給點數、折扣有沒有錯，事後恐要不到。會員累積的點數跟集點的點數會看不到（因為有商店把集點跟會員點數都跟消費明細印在一起）、財政部提供的查詢管道就只有購買清單，並沒有點數跟找多少錢的資料，但大多數小額消費，通常並不需要消費明細，不少商家仍主動列印明細以降低消費糾紛。
電子發票上路後，消費者可藉由如一卡通、悠遊卡、具悠遊卡或一卡通晶片功能的手機或手錶，百貨公司或超商、大賣場會員卡，信用卡，即可將消費、對獎與領獎（或捐贈）一次完成。為鼓勵民眾選擇電子發票，財政部同意電子發票中獎的發票獎金，1萬元以內扣除稅捐後，均可直接兌換統一發票等試辦商家的等值商品、禮券或儲值金。目前紙本發票免領現金直接兌換等值商品金額上限是1,000元，但財政部表示，多數受理兌換的商店都僅限兌換200元（即最小獎六獎獎額）中獎發票，未來電子發票可兌換金額是紙本發票50倍。 
2018年5月，為使民眾易於區分電子發票證明聯及儲存於載具之無實體電子發票，財政部資訊中心於網路投票後，決定將以載具索取儲存的無實體電子發票，正式命名為「雲端發票」，自2019年起，所有來台的境外電商均需繳稅，且須配合台灣法令開立雲端發票，第一季首先由iVenue與Google Play先行開立，其後Uber、Apple、Facebook、Expedia亦將跟進於下半年起陸續開立。

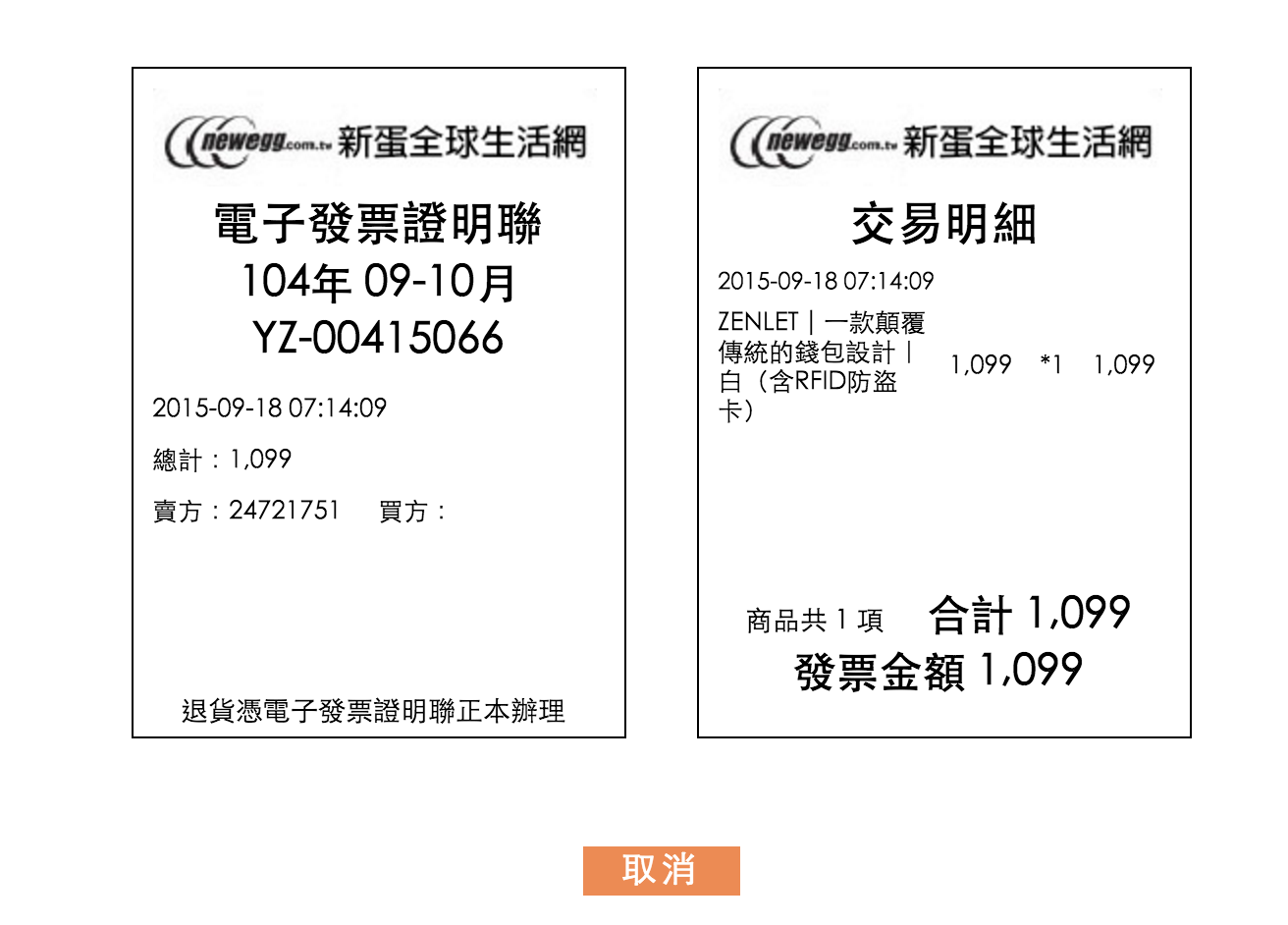
新蛋全球生活網電子發票證
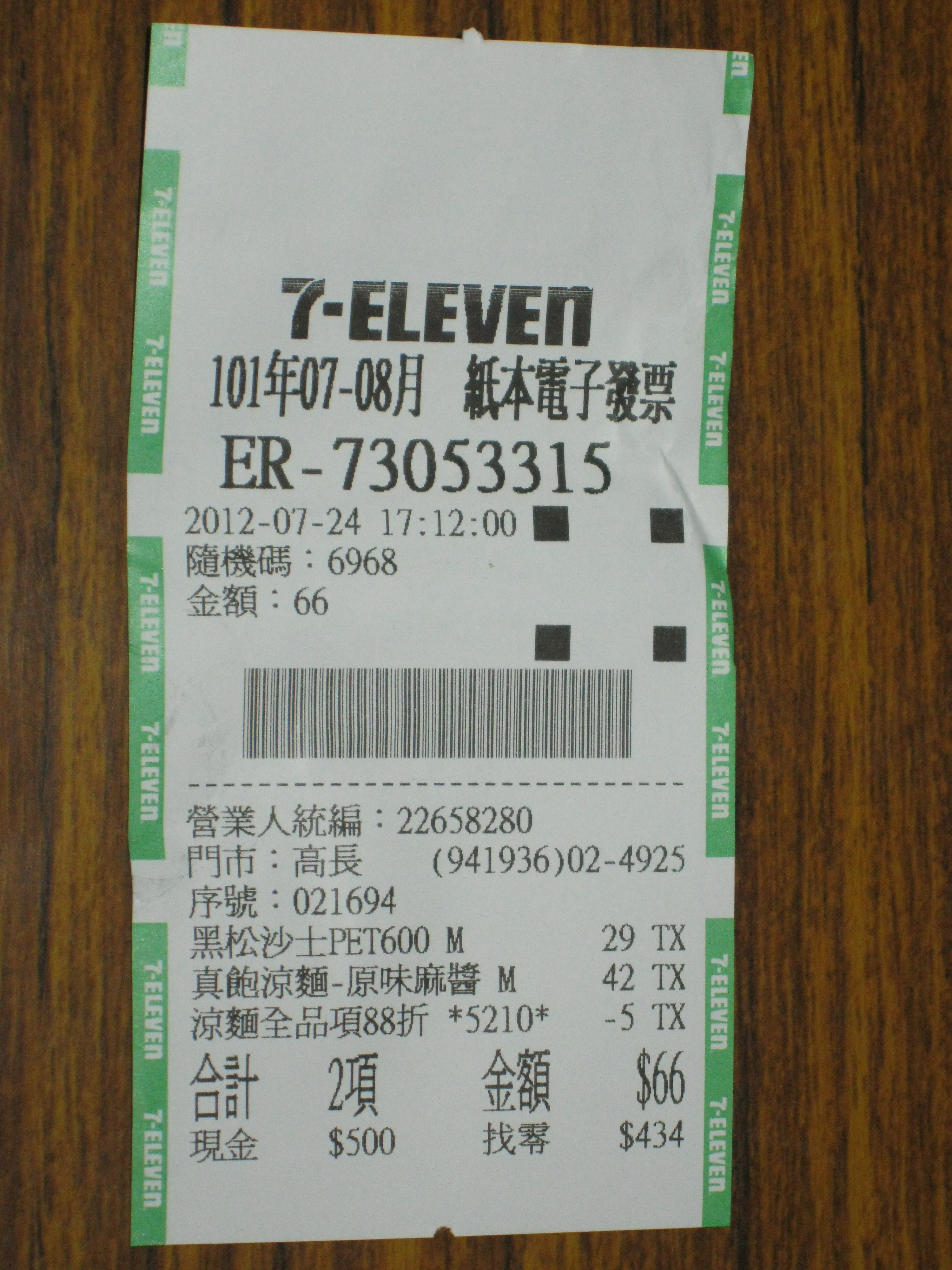
統一超商於2012-7-24開立的電子發票
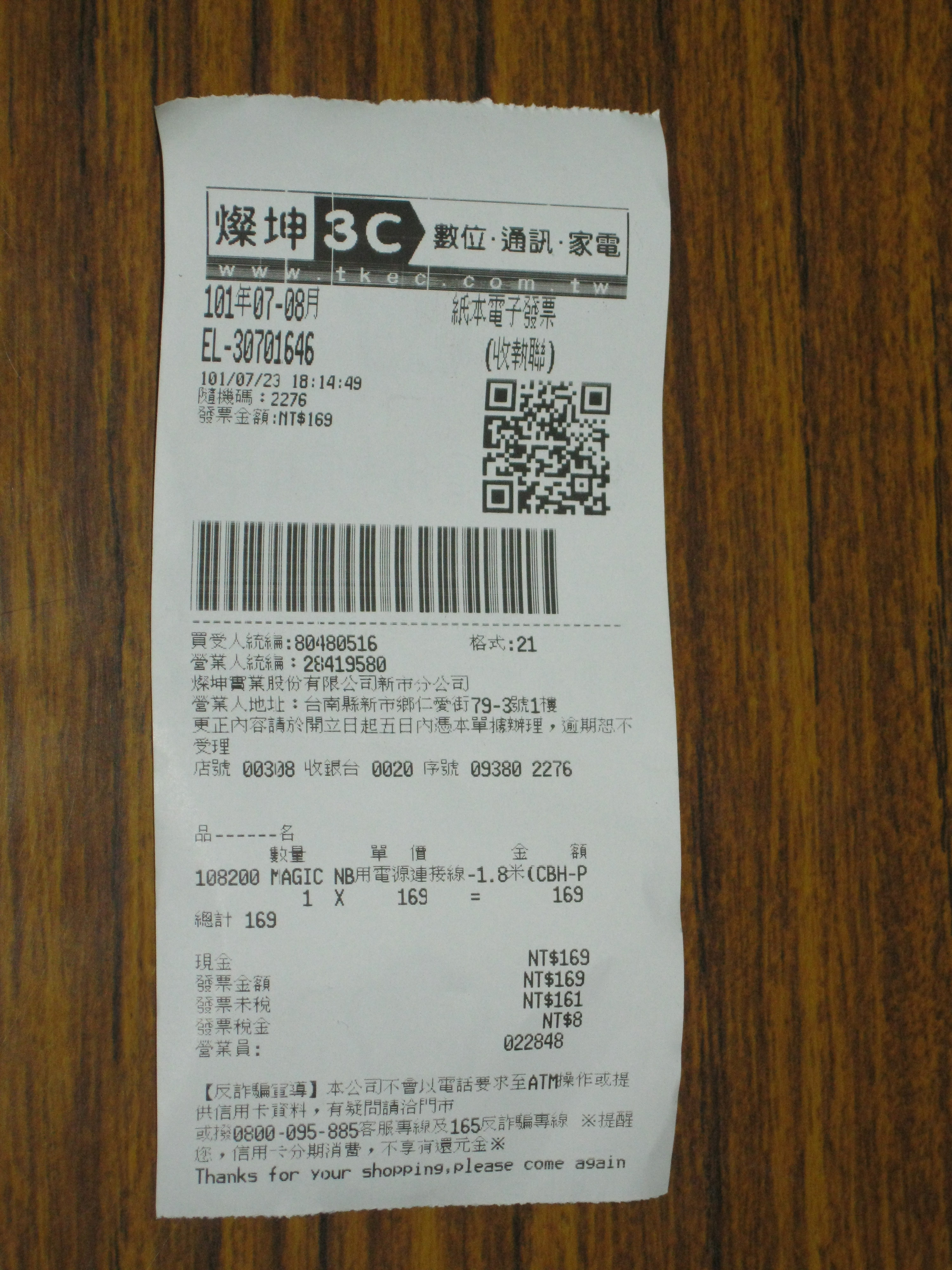
燦坤3c開具的電子發票
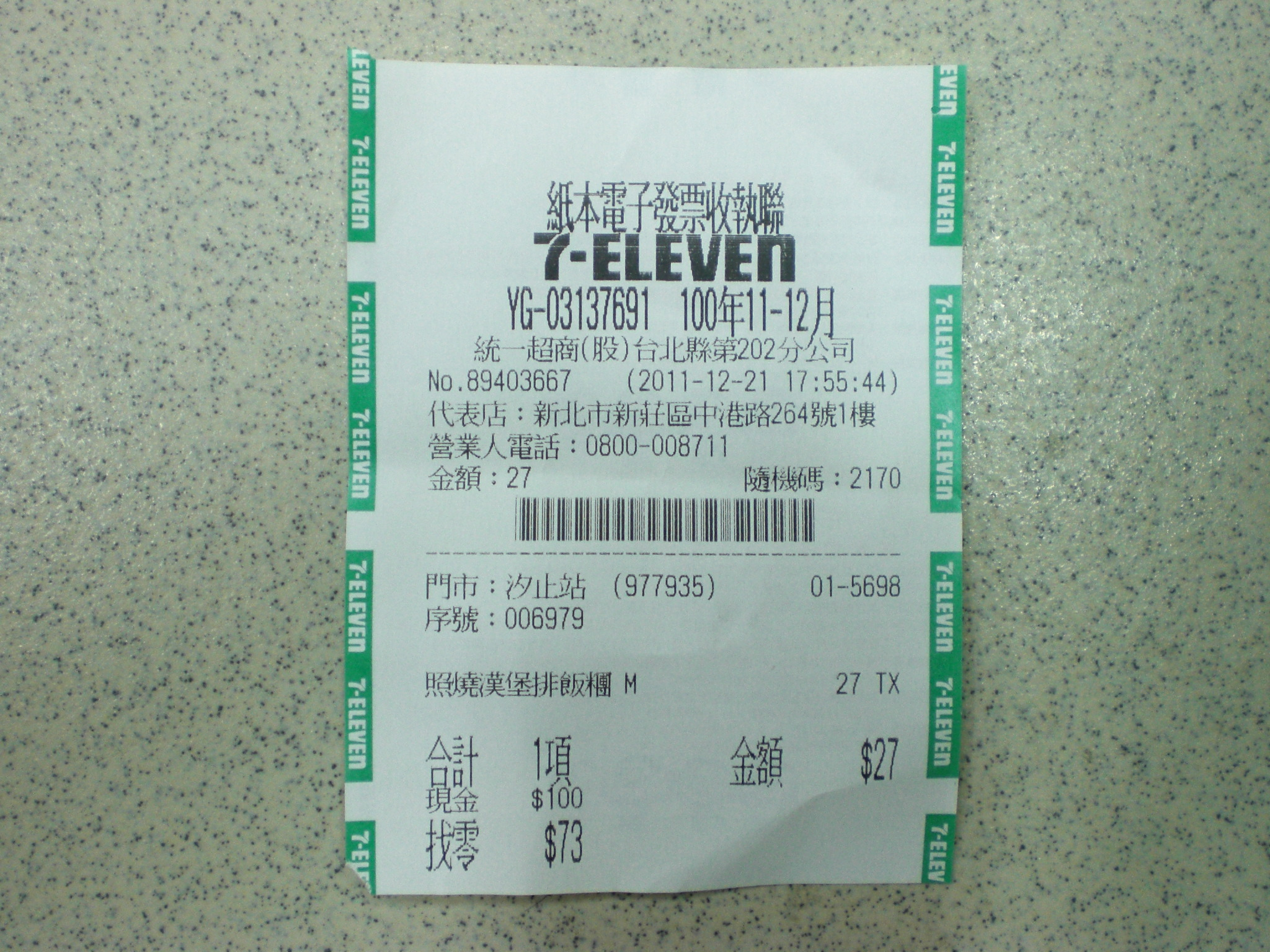
舊版紙本電子發票收執聯無統一格式，圖為統一超商開立的中華民國100年11至12月份紙本電子發票收執聯
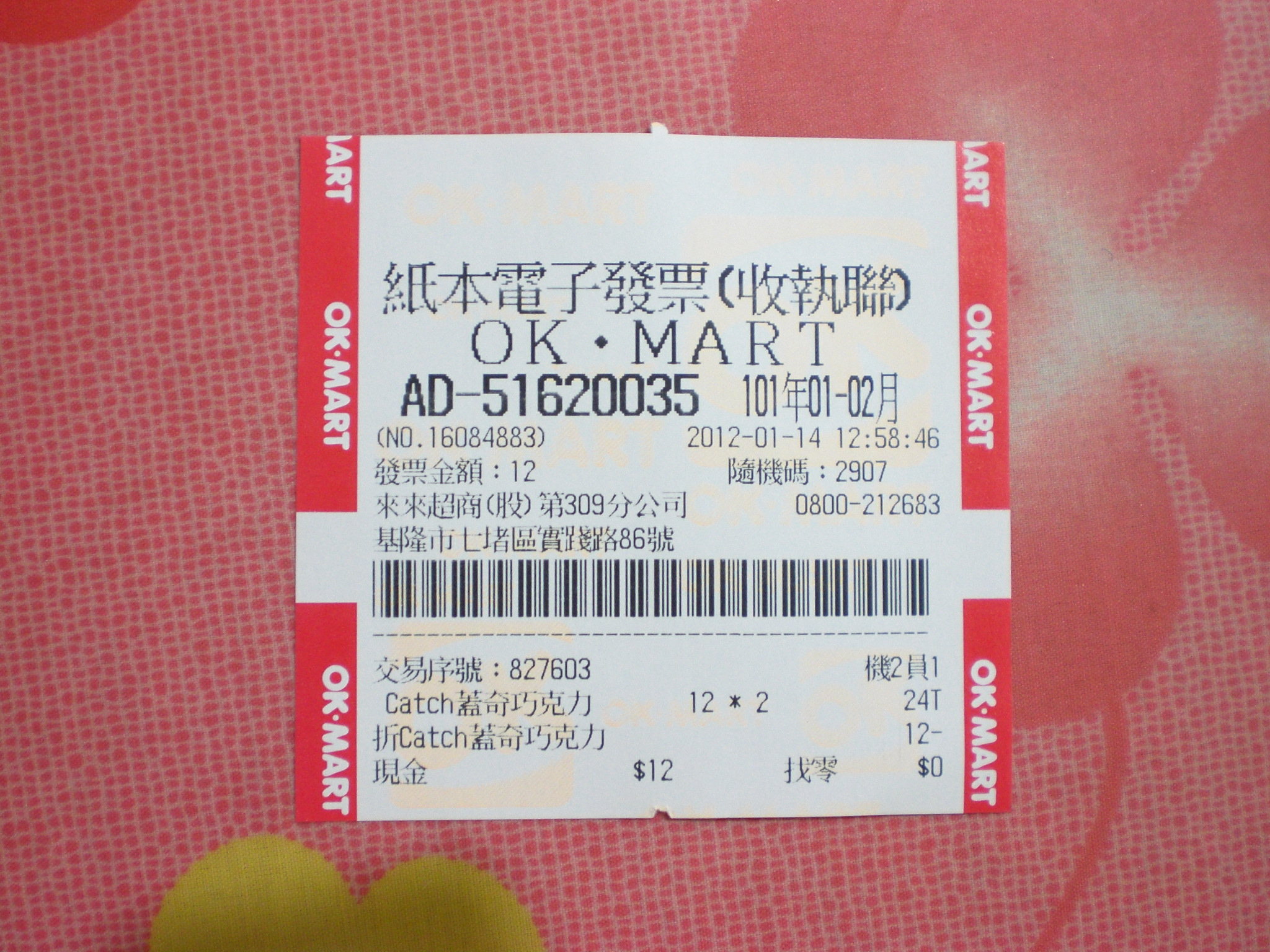
圖為OK·MART開立的中華民國101年1至2月份紙本電子發票收執聯
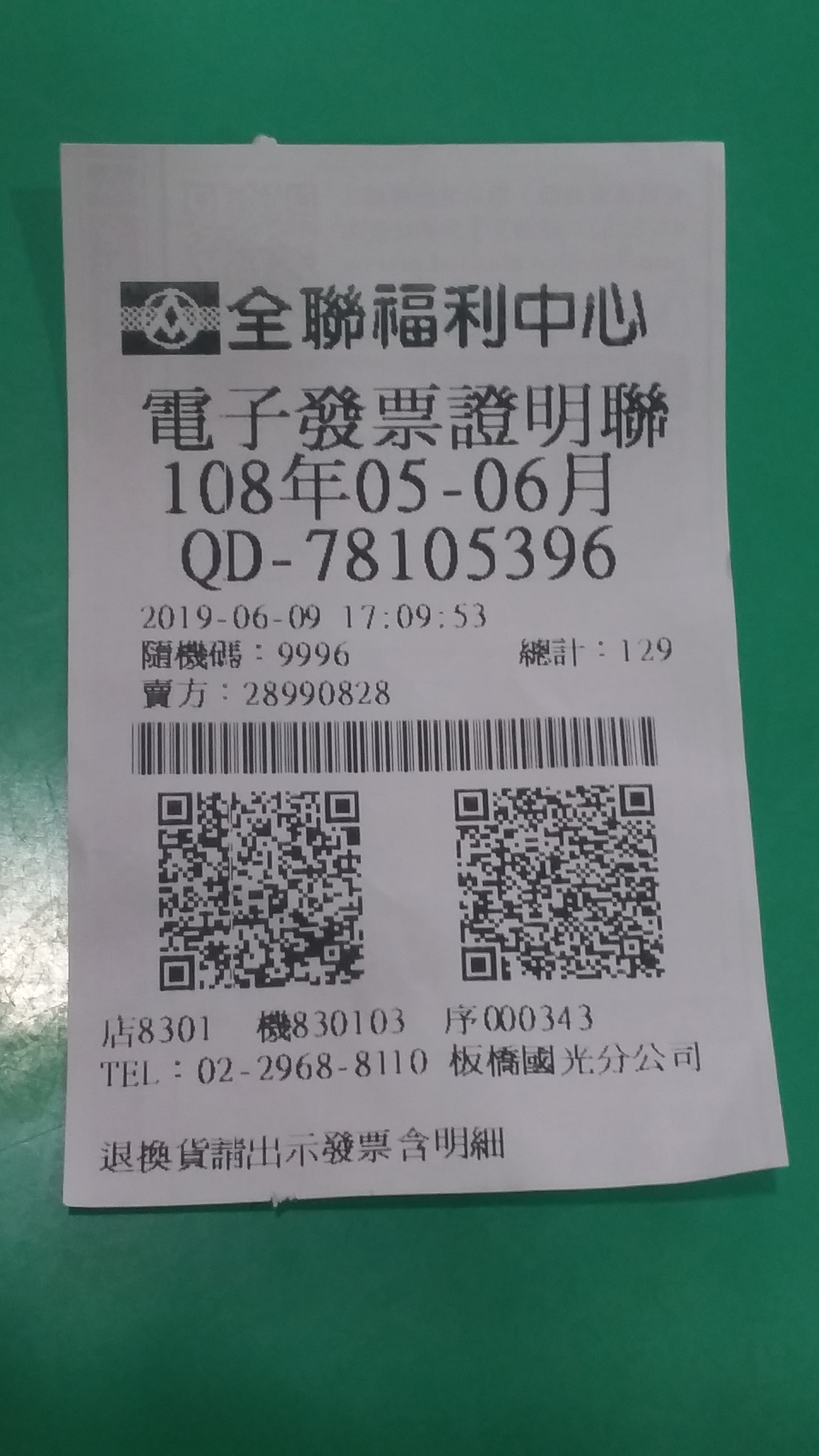
圖為全聯於2019-06-09開立的發票

### 載具

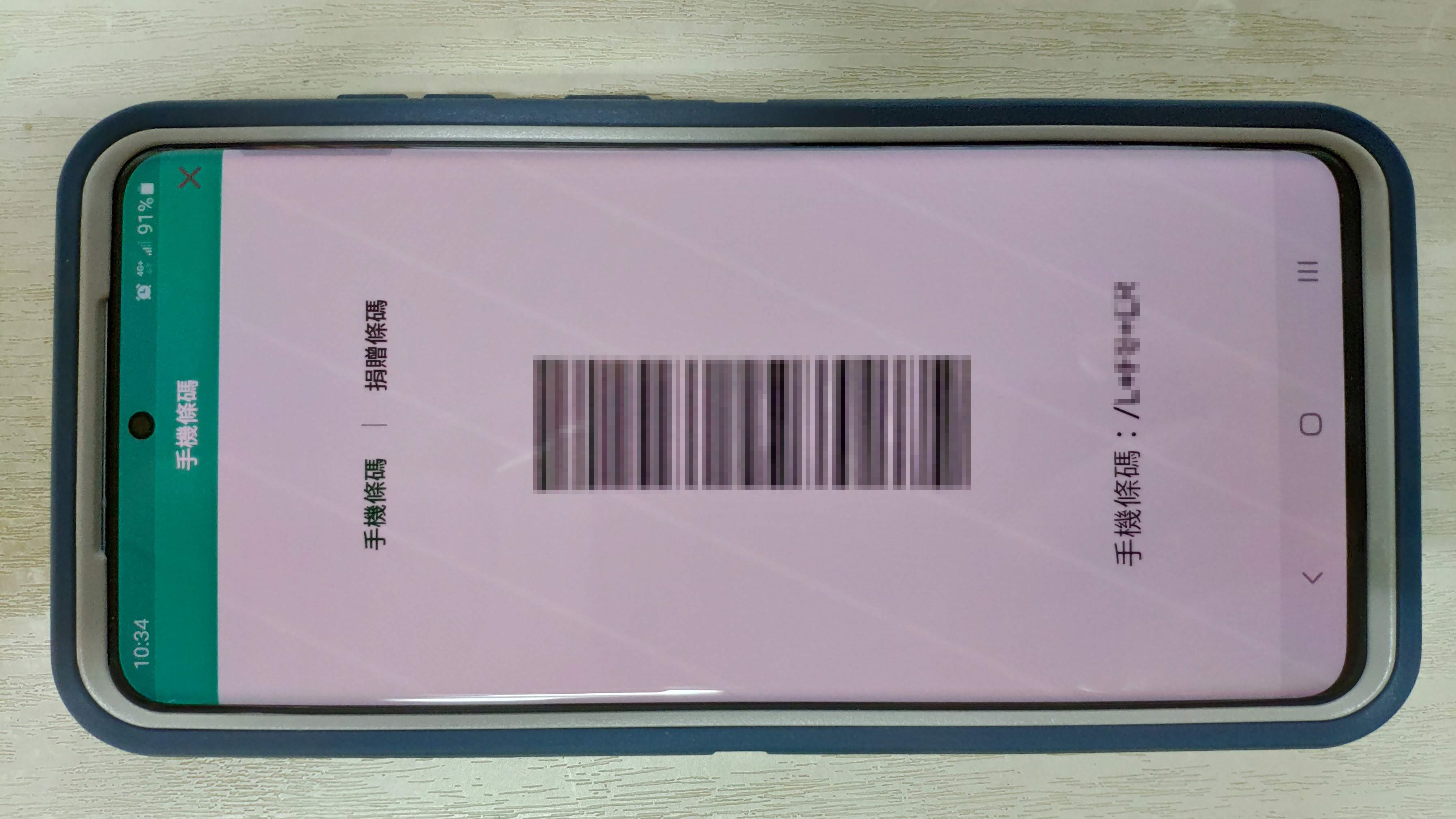
手機條碼

中華民國財政部在2012年3月1日推出了「電子發票共通性載具」服務，消費者只要到財政部電子發票整合服務平台申請，並且自行列印手機條碼，消費者也可以自行決定是否使用愛心碼。消費結帳前把手機條碼交給店員，店員會使用條碼閱讀器來讀取手機條碼（或是愛心碼），自動儲存電子發票到消費者的手機條碼（或是捐贈發票給慈善组织），店家會依照消費者的需求來列印交易明細並且當做交易憑證。
以狹義來說電子發票載具是指經過財政部核准後，才能以連結電子發票資訊的工具或者是電磁錄記錄；而共通性載具是指經過財政部核准後，供買受人使用於所有開立電子發票營業人的載具。以廣義來說指的是能隨身攜帶及紀錄電子發票的工具，例如：常見的悠遊卡、icash、手機門號、金融卡、商店的會員卡等相關卡片通稱為「載具」，自從傳統紙本發票改為電子化後，使用載具交易時，方可透過載具索取電子發票。中華民國財政部於2012年3月1日推出了「電子發票共通性載具」服務，也設置了電子發票整合服務平台的網站。
| 名稱                 | 類型                     | 說明 |
| -------------------- | ------------------------ | --- |
| 手機條碼             | 個人載具                 | 儲存電子發票到消費者的手機條碼個人帳戶，登入財政部電子發票整合服務平台即可查詢交易資料，也可以在便利商店的多媒體服務機查詢交易資料。                                                |
| 手機條碼             | 愛心碼                   | 消費者捐贈電子發票給慈善组织，消費者無法查詢電子發票是否中獎，假如有中獎，財政部電子發票整合服務平台直接匯款獎金到慈善组织的帳戶。                                                  |
| 晶片卡               | 金融卡                   | 消費者要到財政部電子發票整合服務平台設定歸戶。 |
| 晶片卡               | icash                    | 消費者要到財政部電子發票整合服務平台設定歸戶。 |
| 感應卡               | 悠遊卡                   | 與晶片卡相同可以設定歸戶。 |
| 感應卡               | 一卡通                   | 與晶片卡相同可以設定歸戶。 |
| 感應卡               | icash 2.0                | 與晶片卡相同可以設定歸戶。 |
| 感應卡               |                          | |
| 集點卡               | Happy Go                 | 可以至Happy Go官網進行電子發票歸戶，可累積點數，不能儲值金額。 |
| 集點歸戶卡           | 全家點數卡(貼紙)         | 透過APP連結手機條碼，可以直接歸戶發票；無儲值功能。適用全台全家超商。不得和Happy Go，HappyCash合併集點。                                                                            |
| APP                  | OK APP                   | 虛擬會員卡的概念，適用全台OK超商，可結合手機條碼但不能歸戶，可集點和促銷活動訊息。                                                                                                  |
| (數位)會員卡         | 如家樂福、全聯、大潤發等 | 消費者向店家申請的會員卡，由於大部分會員卡不屬於智慧卡，讀卡機無法讀取，消費者要登入店家的網站並且設定相關資料，設定歸戶會員卡。                                                    |
| 信用卡               | 載具                     | 與晶片卡相同可以設定歸戶。 |
| 跨境電商電子郵件載具 | 电子邮件信箱             | 須以進行線上購物消費時的電子郵件地址作為歸戶依據 適用項目：Google Play、Apple iTunes（實際導入狀況需依業者而定） 若同一個電子郵件帳號在不同的電商平台進行消費動作，只需要歸戶一次。 |

## 外部連結
- 稅務入口網，中華民國財政部 （页面存档备份，存于）
- 統一發票中獎號碼，中華民國財政部 （页面存档备份，存于）
- 電子發票整合服務平台，中華民國財政部 （页面存档备份，存于）
- 統一發票使用辦法條文內容，中華民國法務部全國法規資料庫 （页面存档备份，存于）
- 統一發票給獎辦法條文內容，中華民國法務部全國法規資料庫 （页面存档备份，存于）